# Sean Paul
Sean Paul, pseudonimo di Sean Paul Ryan Francis Henriques (Kingston, 9 gennaio 1973), è un cantante e rapper giamaicano.

## Biografia
Figlio di Garth e Frances. Il padre era portoghese e la madre giamaicana di origine cinese. Sean Paul ha giocato a pallanuoto dai 13 ai 21 anni. Nel 1994 ha lasciato lo sport per lanciare la sua carriera di cantante. 
Sin da bambino Sean inizia ad interessarsi alla musica e ottiene i primi successi nel 1996 con Baby Girl. Il singolo viene pubblicato dopo una demo che non aveva ricevuto molta attenzione. Mentre in Giamaica diviene un vero e proprio cult, il suo debutto negli Stati Uniti non avviene prima del 1998.
Nel 1998 ha fatto una breve apparizione nel film Belly diretto dal regista Hype Williams. Oltre ad apparire nel film, Henriques ha anche collaborato alla colonna sonora con il brano Top Shotter in collaborazione con DMX e con il cantante giamaicano Mr. Vegas.
Sempre nel 1998 esce Infiltrate, che farà parte dell'album Stage One del 2000, prodotto dall'etichetta discografica VP Records. Con questo album, Sean Paul raggiunge la vetta delle classifiche ed esso viene considerato il 4º miglior disco reggae dell'anno. L'album viene anticipato dal singolo Hot Gal Today con la partecipazione di Mr. Vegas.
Sean Paul, dopo aver firmato con Atlantic Records nel 2002, torna alla ribalta con l'album Dutty Rock, che riscontra un successo mondiale arrivando anche in Europa e in Italia al primo posto nelle vendite dei singoli con il singolo Get Busy. Dello stesso album sono anche i singoli Like Glue, I'm Still in Love With You e Gimme the Light, di minore successo.
Nel 2003 Sean collabora anche con Beyoncé nel singolo Baby Boy, che ottiene un grande successo. Sean Paul ha collaborato con diversi altri artisti, i più famosi dei quali sono:
- Rihanna nella canzone Break It Off;
- Eve nella canzone Give It To You;
- Busta Rhymes nelle canzoni: Blaze It Up, Gimme Da Light e Make It Clap, quest'ultima insieme alla partecipazione di Spliff Star;
- Blu Cantrell nel singolo Breathe del 2003;
- Jay Sean nel singolo Do You Remember del 2009, insieme alla partecipazione di Lil' Jon;
- Bob Sinclar nel singolo Tik Tok;
- Enrique Iglesias nel singolo Bailando del 2014.

Nel 2005 viene pubblicato l'album The Trinity, che ottiene un buon riscontro di vendite. Il primo singolo estratto è We Be Burnin'; seguono Never Gonna Be The Same, Ever Blazin' e Temperature.

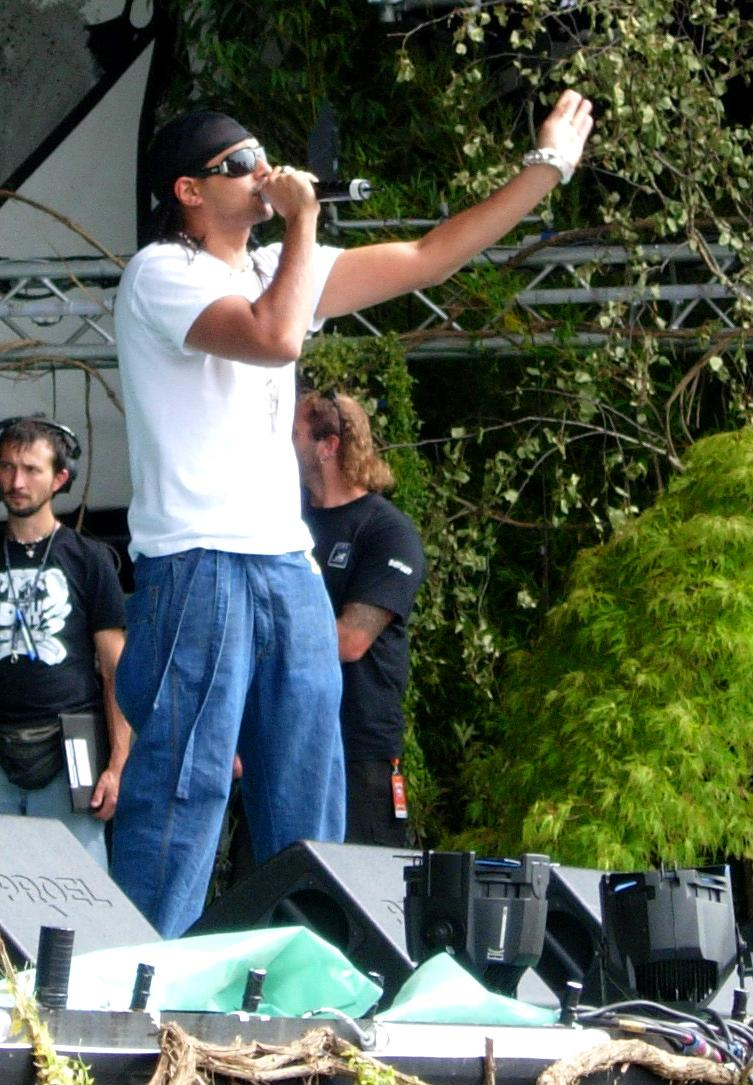
Sean Paul nel settembre del 2005.

Sempre nel disco The Trinity è presente la canzone Give It Up to Me con Keyshia Cole, che è stata inserita nella colonna sonora del film Step Up.
Nel 2006 pubblica una versione limitata dell'album in cui include un secondo CD nel quale sono presenti il singolo Cry Baby Cry di Carlos Santana insieme a Joss Stone, Break It Off con Rihanna, As Time Goes On e 3 AOL sessions di Get Busy, Temperature e Never Gonna Be The Same.
Sempre nel 2006 viene pubblicato il remix di Hey Sexy Lady, canzone di Shaggy del 2002, dove Sean Paul ha collaborato con l'attore e rapper Will Smith.
Il quarto album di Sean Paul, intitolato Imperial Blaze, viene pubblicato il 18 agosto 2009. Il singolo principale, So Fine esce il 26 aprile 2009. Il 20 ottobre 2009 esce il brano Do You  Remember, brano di Jay Sean e Lil Jon che vede anche la partecipazione di Sean. A seguire, il 1º ottobre 2009 esce Press It Up e il 10 dicembre 2009 Hold My Hand.
Nel giugno 2011 circola sulla rete il suo nuovo singolo: Got 2 Luv U con Alexis Jordan, seguito nell'ottobre dal suo secondo nuovo singolo She Doesn't Mind, entrambi facenti parte del suo quinto album Tomahawk Technique uscito in collaborazione con l'etichetta Atlantic Records il 27 gennaio 2012. Il 29 marzo 2012 esce il video di Summer Paradise, brano dei Simple Plan estratto dall'album Get Your Heart On!, cui il cantante giamaicano prende parte con un cameo vocale. Il 2 luglio 2012 pubblica il singolo Touch The Sky , con la collaborazione di Dj Ammo. Il 17 settembre 2012 collabora con Arash al singolo She Makes Me Go. Il 4 ottobre e il 16 ottobre 2012 escono rispettivamente How Deep Is Your Love con Kelly Rowland e Dream Girl. Quest'ultima è presente in  2 versioni, una da solista e la seconda in duetto con Lecca. A Natale 2012 esce Body, ultimo singolo dell'album.
Il 25 giugno del 2013, ancora insieme all'etichetta Atlantic Records, viene pubblicata Entertainment insieme a Nicki Minaj, Juicy J e 2 Chainz. Il 31 luglio 2013 fa uscire il singolo Other Side Of Love, singolo seguito da Riot, collaborazione con Damian Jr. Gong Marley, uscita il 7 ottobre 2013. Quest'ultimi sono tutti singoli facenti parte del suo sesto album in studio Full Frequency pubblicato il 14 febbraio 2014. Il 20 maggio 2014 collabora col trio Major Lazer nel singolo Come On To Me. Il 13 giugno 2014 realizza la versione inglese del brano Bailando di Enrique Iglesias.
Nel dicembre 2015 collabora a Love Song To The Earth, una canzone dedicata a mobilitare le persone all'azione per il clima e a sostenere gli sforzi delle Nazioni Unite per convincere le nazioni a concordare un accordo universale sul clima.
Nel 2016, dopo la collaborazione con Jay Sean in Make My Love Go, comincia la sua scalata verso le top tier musicali insieme a Sia con il brano Cheap Thrills, pubblicato il 16 febbraio 2016.
La canzone riscontra un successo mondiale posizionandosi in vetta alle classifiche di molti paesi, tra cui gli Stati Uniti. Il 25 marzo 2016 collabora con i Magic! al singolo Lay You Down Easy. Il 20 aprile 2016 collabora con la band inglese Little Mix per il brano Hair. Nello stesso anno firma con Island Records, nota etichetta discografica di stampo reggae.
L'8 settembre 2016 pubblica Crick Neck insieme a Chi Ching Ching, amico già dai tempi di Imperial Blaze.
Ultimo successo del 2016, con la collaborazione dei Clean Bandit e Anne-Marie, è il singolo Rockabye, che ha superato i 2 miliardi di visualizzazione su YouTube.
Continuano i successi e i featuring anche negli anni successivi con: No Lie in collaborazione con Dua Lipa (2017). Questo è il singolo con maggior numero di visualizzazioni nel suo canale YouTube. Il Timoforeh Remix è stato successivamente utilizzato come colonna sonora per il film Baywatch. Inoltre ci sono Amor Prohibido 4° traccia dell'album Fénix, di Nicky Jam, uscita il 20 gennaio 2017, Tek Weh Yuh Heart uscita il 1º marzo 2017 in collaborazione con il rapper canadese Tory Lanez.
Riceve il Disco d'oro in Danimarca e Regno Unito e il Disco di platino in Canada, Francia, Italia e Polonia.Tip Pon It uscita il 20 aprile 2018 con la collaborazione dei Major Lazer. Weed Problems, pubblicata il giorno seguente, canzone di Chi Ching Ching insieme a Sean che verrà inserita successivamente nell'album di Ching, intitolato Turning Tables.
I brani No Lie, Tek Weh Yuh Heart, Body, Mad Love e Tip Pon It hanno anticipato il suo primo EP intitolato Mad Love: The Prequel, composto da 9 tracce.
A seguire, dopo lo stop per la pandemia di COVID-19, Sean Paul viene chiamato in causa da Leftside nella canzone Dem Nuh Ready Yet, pubblicata nel canale YouTube di Sean il 12 agosto 2020.
Il 4 dicembre 2020, Sean pubblica sul suo canale YouTube Bad Inna Bed, traccia facente parte del riddim Double Clutch Riddim prodotto dalla Troyton Music. Il giorno seguente pubblica Make The Ting Tense, traccia facente parte del riddim Swiss Cheese Riddim prodotto dalla Dutty Rock Production.
Nel 21 dicembre 2020 Sean pubblica Chronicles prodotta da Baby G e Young Pow; il 29 dicembre pubblica Guns Of Navarone con la collaborazione di Jesse Royal e Mutabaruka. Continua negli anni successivi a pubblicare vari singoli e collaborazioni, lavorando con artisti come Sia, Inna e Spice, nonché l'album Live N Livin.

## Discografia
- 2000 – Stage One
- 2002 – Dutty Rock
- 2005 – The Trinity
- 2009 – Imperial Blaze
- 2012 – Tomahawk Technique
- 2013 – Full Frequency
- 2018 – Mad Love: The Prequel
- 2021 – Live N Livin
- 2022 – Scorcha

## Filmografia
- 1998: Belly